# Барышев, Михаил Николаевич
Михаил Николаевич Барышев (род. 5 октября 1978, Саранск, Мордовская АССР, РСФСР, СССР) — бывший начальник Главного управления по работе с личным составом Вооруженных Сил Российской Федерации, полковник.

## Биография
Родился в Саранске, окончил Тверское суворовское военное училище, Московское высшее общевойсковое командное училище, курсы Военной академии Генерального штаба.
Проходил службу в батальоне Почётного караула Отдельного Комендантского полка (ныне Преображенского). С августа 2009 года по март 2012 года — командир Отдельного Комендантского полка. С марта 2012 по 2014 — сотрудник центрального аппарата ФСО.
С октября 2014 года по июль 2017 года занимал должность начальника Федерального Автономного Учреждения Министерства обороны Российской Федерации «Центральный спортивный клуб Армии».
13 января 2016 года был включен в рейтинг 25 персон, которые окажут наибольшее влияние на российский спорт в 2016 году. Как отметило издание, составлявшее список, «с назначением Михаила Барышева, после длительного периода безвременья и временщиков, ЦСКА вновь выходит на лидерские позиции в российском спорте».
Приказом Министра спорта РФ Виталия Мутко от 1 февраля 2016 был включен в обновленную коллегию Министерства спорта Российской Федерации, в состав которой вошли 32 человека.
В мае 2017 года назначен начальником Главного управления по работе с личным составом Вооруженных Сил Российской Федерации.

### ЦСКА
Одной из первых и самых главных задач после назначения на пост начальника ЦСКА Михаил Барышев обозначил развитие «спорта высших достижений» в армии. На пресс-конференции МИА «Россия сегодня» он сказал, что «Центральный спортивный клуб армии всегда был не просто украшением наших Вооруженных сил, не просто нашей гордостью, но и был серьезным инструментом для решения важнейших, в том числе военно-политических задач, общественно-политических задач во все времена».
Второе, что предстояло решить — это создание эффективной ветеранской организации. К моменту назначения Барышева работа с ветеранами в ЦСКА практически сошла на нет. Ветераны перестали получать помощь от ЦСКА.
В качестве третьей задачи выступала подготовка сборной России к выступлению на Всемирных армейских играх в Корее, которые должны были пройти в октябре 2015 года.
Решение поставленных задач осложнялось общим беспорядком в административно-хозяйственной части ЦСКА и в организационно-штатной структуре. Приняв руководство ЦСКА, Барышев столкнулся с множеством социальных  и материально-техническим проблем. Необходимо было в кратчайшие сроки подобрать более эффективную модель управления.

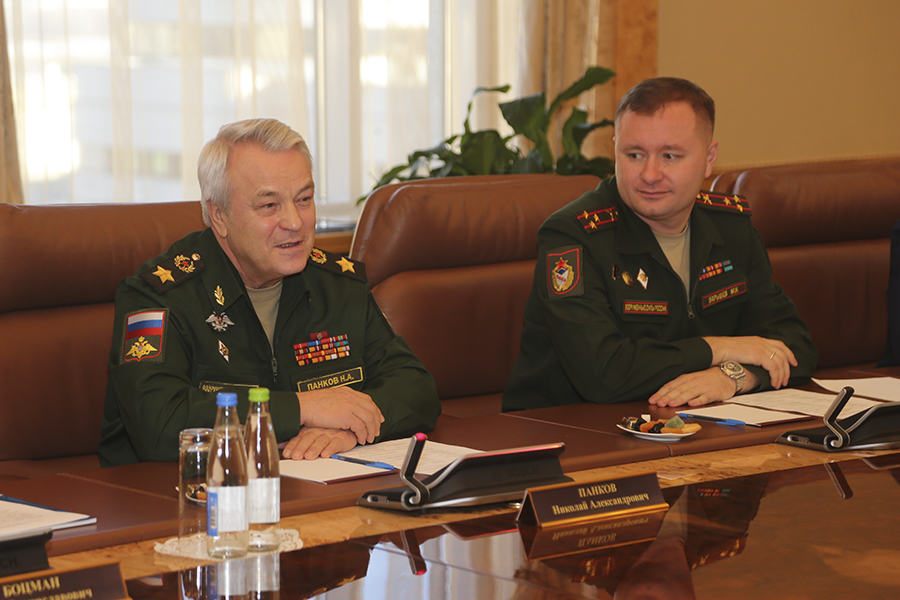
С заместителем Министра обороны Николаем Панковым на совещании по развитию юнармейского движения, 2016 год

В настоящее время ЦСКА имеет 7 филиалов и 32 спортивные школы, в которых занимаются 52 видами спорта. Клуб готовит спортсменов высочайшего уровня, готовых участвовать в любых состязаниях международного класса. Барышев уделил особое внимание реорганизации Клуба. Так появились спортивные роты, создание которых было одним из приоритетных направлений в развитии спорта в указах президента РФ Владимира Путина. Кроме того, он заявил, что клуб займется вопросами физического развития допризывной и призывной молодежи на базах спортивных школ ЦСКА. При своем назначении он пообещал, что отдельное внимание будет уделено социальной защищенности и улучшению условий труда тренеров и спортсменов. Он также отметил, что необходимо обеспечить доступность занятий физподготовки и улучшить ее качество для всех военных и членов их семей. В особенном внимании, по его мнению, нуждаются, отдаленные гарнизоны.
В клубе активизировалась работа по развитию детского и юношеского спорта: примером этого служит кураторство Юнармии силами ЦСКА. Не остались забытыми и ветераны Клуба: с ними налажена крепкая связь, организуются мастер-классы и открытые уроки с участием именитых спортсменов.
С 22 по 28 февраля 2017 года спортсмены Клуба приняли участие в III Всемирных Армейских Играх: соревнования собрали 4 тысячи спортсменов из 60 стран, которые боролись за медали в восьми видах спорта: биатлон, лыжные гонки, горнолыжный спорт, ски-альпинизм, шорт-трек, скалолазание и ориентирование на лыжах. ЦСКА выступил организатором данных соревнований. «Подготовка Игр объединила наследие и опыт двух крупнейших спортивных центров России: Сочи и Казани, — отмечает Михаил Барышев. — Наследие зимних Олимпийских игр в Сочи-2014 — это реальные площадки, стадионы, спортивные центры, профессиональная организация логистики. Наследие Казани — в части колоссального опыта организации и проведения самых разных международных спортивных проектов».

### Коррупционный скандал
22 ноября 2018 года задержан сотрудниками Военно-следственного управления Следственного комитета России и ФСБ России по подозрению в причастности к многомиллионным хищениям во время работы начальником Центрального спортивного клуба армии.
Дело рассматривается Московским гарнизонным военным судом с 2021 года. В июне 2024 года суд объявил о завершении следствия и переходе к прениям. Барышева обвиняют в получении четырех особо крупных взяток, мошенничестве и злоупотреблении полномочиями. Военная прокуратура требует 17 лет строгого режима, штраф в 30 миллионов рублей, возмещение ущерба свыше 22 миллионов рублей, а также лишения звания и наград.
В конце июля 2024 года военный суд приговорил Барышева к 13 годам колонии.

## Награды и признание
Государственные награды Российской Федерации
- Орден Почёта (2010)[2]
- Орден Дружбы (2016)[2]

Поощрения Президента и Правительства России
- Благодарность Президента Российской Федерации (2011)[2]
- Грамота Верховного главнокомандующего Вооружёнными силами Российской Федерации (2011)[14]

Конфессиональные награды
- Орден святого благоверного князя Даниила Московского II степени[2]

Лишён государственных наград, а так же воинского звания на основании приговора суда.

## Семья
Женат, имеет двух дочерей.